# Toulouse-Lautrec: The Full Story
Toulouse-Lautrec: The Full Story è un documentario del 2006 diretto da Waldemar Januzczak e basato sulla vita del pittore francese Henri de Toulouse-Lautrec.